# Gran Premi del Canadà del 2005
Resultats del Gran Premi del Canadà de Fórmula 1 de la temporada 2005, disputat a Monreal el 12 de juny del 2005.

## Graella de sortida
| Pos | n.º | Pilot                | Equip            | Voltes   | Diferencia |
| --- | --- | -------------------- | ---------------- | -------- | ---------- |
| 1   | 3   | Jenson Button        | BAR-Honda        | 1:15.217 | —          |
| 2   | 1   | Michael Schumacher   | Ferrari          | 1:15.475 | +0.258     |
| 3   | 5   | Fernando Alonso      | Renault          | 1:15.561 | +0.344     |
| 4   | 6   | Giancarlo Fisichella | Renault          | 1:15.577 | +0.360     |
| 5   | 10  | Juan Pablo Montoya   | McLaren-Mercedes | 1:15.669 | +0.452     |
| 6   | 4   | Takuma Sato          | BAR-Honda        | 1:15.729 | +0.512     |
| 7   | 9   | Kimi Räikkönen       | McLaren-Mercedes | 1:15.923 | +0.706     |
| 8   | 11  | Jacques Villeneuve   | Sauber-Petronas  | 1:16.116 | +0.899     |
| 9   | 16  | Jarno Trulli         | Toyota           | 1:16.201 | +0.984     |
| 10  | 17  | Ralf Schumacher      | Toyota           | 1:16.362 | +1.145     |
| 11  | 12  | Felipe Massa         | Sauber-Petronas  | 1:16.661 | +1.444     |
| 12  | 14  | David Coulthard      | RBR-Cosworth     | 1:16.890 | +1.673     |
| 13  | 8   | Nick Heidfeld        | Williams-BMW     | 1:17.081 | +1.864     |
| 14  | 7   | Mark Webber          | Williams-BMW     | 1:17.749 | +2.532     |
| 15  | 21  | Christijan Albers    | Minardi-Cosworth | 1:18.214 | +2.997     |
| 16  | 15  | Christian Klien      | RBR-Cosworth     | 1:18.249 | +3.032     |
| 17  | 19  | Narain Karthikeyan   | Jordan-Toyota    | 1:18.664 | +3.447     |
| 18  | 18  | Tiago Monteiro       | Jordan-Toyota    | 1:19.034 | +3.817     |
| 19  | 20  | Patrick Friesacher   | Minardi-Cosworth | 1:19.574 | +4.357     |
| 20  | 2   | Rubens Barrichello   | Ferrari          | n/d      |            |

## Resultats de la cursa
| Pos | No | Pilot                | Equip               | Voltes | Temps/ Retir.      | Pos. de sort. | Punts |
| --- | -- | -------------------- | ------------------- | ------ | ------------------ | ------------- | ----- |
| 1   | 9  | Kimi Räikkönen       | McLaren - Mercedes  | 70     | 1:32'09.290        | 7             | 10    |
| 2   | 1  | Michael Schumacher   | Ferrari             | 70     | + 1.1 s            | 2             | 8     |
| 3   | 2  | Rubens Barrichello   | Ferrari             | 70     | + 40.4 s           | 20            | 6     |
| 4   | 12 | Felipe Massa         | Sauber - Petronas   | 70     | + 55.1 s           | 11            | 5     |
| 5   | 7  | Mark Webber          | Williams - BMW      | 70     | + 55.7 s           | 14            | 4     |
| 6   | 17 | Ralf Schumacher      | Toyota              | 69     | + 1 Volta          | 10            | 3     |
| 7   | 14 | David Coulthard      | Red Bull - Cosworth | 69     | + 1 Volta          | 12            | 2     |
| 8   | 15 | Christian Klien      | Red Bull - Cosworth | 69     | + 1 Volta          | 16            | 1     |
| 9   | 11 | Jacques Villeneuve   | Sauber - Petronas   | 69     | + 1 Volta          | 8             |       |
| 10  | 18 | Tiago Monteiro       | Jordan - Toyota     | 67     | + 3 Voltes         | 18            |       |
| 11  | 21 | Christijan Albers    | Minardi - Cosworth  | 67     | + 3 Voltes         | 15            |       |
| Ret | 16 | Jarno Trulli         | Toyota              | 62     | Frens              | 9             |       |
| Ret | 3  | Jenson Button        | BAR - Honda         | 46     | Accident           | 1             |       |
| Ret | 8  | Nick Heidfeld        | Williams - BMW      | 43     | Motor              | 13            |       |
| Ret | 4  | Takuma Sato          | BAR - Honda         | 40     | Frens              | 6             |       |
| Ret | 20 | Patrick Friesacher   | Minardi - Cosworth  | 39     | Hidràulics         | 19            |       |
| Ret | 5  | Fernando Alonso      | Renault             | 38     | Suspensions        | 3             |       |
| Ret | 6  | Giancarlo Fisichella | Renault             | 32     | Hidràulics         | 4             |       |
| Ret | 19 | Narain Karthikeyan   | Jordan - Toyota     | 24     | Suspensions        | 17            |       |
| DSQ | 10 | Juan Pablo Montoya   | Mercedes - McLaren  | 52     | Semàfor en vermell | 5             |       |

## Altres
- Pole: Jenson Button 1' 15. 217

- Volta ràpida: Kimi Räikkönen 1: 14. 384 (a la volta 23)

- A Juan Pablo Montoya li van ensenyar la bandera negra (Desqualificació) per no fer cas d'una bandera vermella.